# Fresneda de la Sierra
Fresneda de la Sierra település Spanyolországban, Cuenca tartományban. Fresneda de la Sierra Castillejo-Sierra, Sotorribas, La Frontera, Cuenca, Fuertescusa és Cuenca községekkel határos. Lakosainak száma 41 fő (2024).

## Népesség
A település népessége az utóbbi években az alábbiak szerint változott:
| Lakosok száma | 75   | 73   | 68   | 59   | 57   | 55   | 53   | 48   | 49   | 41   |
|               | 2001 | 2004 | 2006 | 2009 | 2011 | 2014 | 2016 | 2019 | 2021 | 2024 |